# Tottenham Hotspur Football Club 2006-2007
Questa pagina raccoglie i dati riguardanti il Tottenham Hotspur Football Club nelle competizioni ufficiali della stagione 2006-2007.

## Stagione
Come l'annata precedente, il Tottenham conclude il campionato in quinta posizione, sempre alle spalle dell'Arsenal, qualificandosi ancora una volta alla Coppa UEFA. Nelle coppe domestiche invece, gli Spurs non arrivano oltre i quarti di FA Cup (eliminati dal Chelsea futuro vincitore) e le semifinali di Carling Cup, dove sono sconfitti dall'Arsenal. In campo europeo, il Tottenham supera ai preliminari di Coppa UEFA lo Slavia Praga e passa il girone B primo e a punteggio pieno. Successivamente supera Feyenoord (a tavolino) e Braga (doppia vittoria per 3-2), ma ai quarti di finale gli Spurs si arrendono ai campioni in carica e futuri vincitori del Siviglia (vittoria degli andalusi per 2-1 all'andata e 2-2 a Londra).
Il neoacquisto Dimităr Berbatov, con 23 reti complessive, è il miglior marcatore stagionale della squadra.

## Maglie e sponsor
Oltre ad un sostanziale rinnovamento grafico del logo (lo stemma si riduce ad un gallo blu scuro più snello ed elegante), il Tottenham dopo quattro anni cambia sia fornitore tecnico, passando da Kappa alla tedesca Puma, che sponsor ufficiale, che diventa a partire da questa stagione Mansion.com.
| Casa |  | Trasferta |  | Terza divisa |

## Risultati

### Premier League

#### Girone di andata
| Arbitro: | Phil Dowd |

|                     |           |  |
| Davies 9’ Campo 13’ | Marcatori |  |

| Arbitro: | Peter Walton |

|                       |           |  |
| Berbatov 7’ Jenas 17’ | Marcatori |  |

| Arbitro: | Mark Halsey |

|  |           |                                  |
|  | Marcatori | 53’ (aut.) Davenport 66’ Johnson |

| Arbitro: | Mike Riley |

|          |           |  |
| Giggs 8’ | Marcatori |  |

| Londra 17 settembre 2006, ore 16:00 BST 5ª giornata | Tottenham        | 0 – 0 referto | Fulham | White Hart Lane (35 407 spett.)\| Arbitro: \| Mark Clattenburg \| |
| Arbitro:                                            | Mark Clattenburg |               |        |                                                                   |

| Arbitro: | Howard Webb |

|                                  |           |  |
| González 63’ Kuijt 73’ Riise 89’ | Marcatori |  |

| Arbitro: | Chris Foy |

|                            |           |          |
| Murphy 2’ Defoe 35’ (rig.) | Marcatori | 40’ Kanu |

| Arbitro: | Martin Atkinson |

|           |           |                  |
| Barry 81’ | Marcatori | 76’ (aut.) Ángel |

| Arbitro: | Steve Bennett |

|          |           |  |
| Mido 45’ | Marcatori |  |

| Watford 28 ottobre 2006, ore 16:00 BST 10ª giornata | Watford      | 0 – 0 referto | Tottenham | Vicarage Road (19 660 spett.)\| Arbitro: \| Uriah Rennie \| |
| Arbitro:                                            | Uriah Rennie |               |           |                                                             |

| Arbitro: | Graham Poll |

|                       |           |              |
| Dawson 25’ Lennon 52’ | Marcatori | 15’ Makélélé |

| Arbitro: | Rob Styles |

|                                  |           |                  |
| Shorey 38’ Sidwell 45’ Doyle 79’ | Marcatori | 24’ (rig.) Keane |

| Arbitro: | Phil Dowd |

|               |           |                  |
| Kerimoğlu 23’ | Marcatori | 62’ (rig.) Defoe |

| Arbitro: | Mark Clattenburg |

|                                   |           |            |
| Defoe 43’ Berbatov 44’ Lennon 90’ | Marcatori | 25’ Camara |

| Arbitro: | Graham Poll |

|                                           |           |  |
| Adebayor 20’ Silva 42’ (rig.), 72’ (rig.) | Marcatori |  |

| Arbitro: | Mark Halsey |

|                        |           |          |
| Berbatov 48’ Keane 84’ | Marcatori | 80’ Huth |

| Arbitro: | Mike Dean |

|                                                       |           |                   |
| Berbatov 31’, 66’ Tainio 33’ Malbranque 55’ Defoe 63’ | Marcatori | 43’ (aut.) Dawson |

| Arbitro: | Rob Styles |

|            |           |                               |
| Barton 64’ | Marcatori | 16’ Davenport 24’ Huddlestone |

| Arbitro: | Alan Wiley |

|                               |           |            |
| Dyer 2’ Martins 7’ Parker 34’ | Marcatori | 15’ Murphy |

#### Girone di ritorno
| Arbitro: | Uriah Rennie |

|                |           |           |
| Defoe 58’, 77’ | Marcatori | 81’ Barry |

| Arbitro: | Mark Halsey |

|  |           |                 |
|  | Marcatori | 45’ Luis García |

| Arbitro: | Andre Marriner |

|             |           |                |
| Benjani 29’ | Marcatori | 50’ Malbranque |

| Arbitro: | Steve Bennett |

|                        |           |                                     |
| Defoe 14’ Berbatov 54’ | Marcatori | 16’ Huntington 72’ Martins 73’ Butt |

| Arbitro: | Mike Dean |

|                     |           |               |
| Montella 84’ (rig.) | Marcatori | 88’ Chimbonda |

| Arbitro: | Uriah Rennie |

|            |           |                         |
| Arteta 42’ | Marcatori | 35’ Chimbonda 89’ Jenas |

| Arbitro: | Mark Clattenburg |

|  |           |                                                       |
|  | Marcatori | 45’ (rig.) C. Ronaldo 48’ Vidić 54’ Scholes 77’ Giggs |

| Arbitro: | Martin Atkinson |

|                               |           |          |
| Hulse 27’ Jagielka 62’ (rig.) | Marcatori | 2’ Jenas |

| Arbitro: | Graham Poll |

|                                       |           |                  |
| Keane 11’, 22’ Jenas 19’ Lennon 90+2’ | Marcatori | 37’ (rig.) Speed |

| Arbitro: | Mike Dean |

|                                |           |                                                  |
| Noble 16’ Tévez 41’ Zamora 85’ | Marcatori | 51’ Defoe 63’ Tainio 89’ Berbatov 90+6’ Stalteri |

| Arbitro: | Mark Halsey |

|                                  |           |               |
| Jenas 41’ Robinson 63’ Ghaly 85’ | Marcatori | 89’ Henderson |

| Arbitro: | Alan Wiley |

|                  |           |  |
| Keane 41’ (rig.) | Marcatori |  |

| Arbitro: | Rob Styles |

|              |           |  |
| Carvalho 52’ | Marcatori |  |

| Arbitro: | Rob Styles |

|           |           |              |
| Defoe 67’ | Marcatori | 32’ McCarthy |

| Arbitro: | Graham Poll |

|                                  |           |                                   |
| Heskey 2’ Baines 30’ Kilbane 60’ | Marcatori | 4’ Berbatov 35’ (rig.), 68’ Keane |

| Arbitro: | Mike Dean |

|                       |           |                        |
| Keane 30’ Jenas 90+5’ | Marcatori | 64’ Touré 78’ Adebayor |

| Arbitro: | Lee Mason |

|                         |           |                             |
| Viduka 66’ Pogatetz 89’ | Marcatori | 12’, 83’ Keane 47’ Berbatov |

| Arbitro: | Mark Halsey |

|  |           |                         |
|  | Marcatori | 7’ Berbatov 90+1’ Defoe |

| Arbitro: | Steve Bennett |

|                        |           |            |
| Keane 10’ Berbatov 32’ | Marcatori | 41’ Mpenza |

### FA Cup
| Cardiff 7 gennaio 2007, ore 17:00 GMT Terzo turno | Cardiff City | 0 – 0 referto | Tottenham | Ninian Park (20 376 spett.)\| Arbitro: \| Howard Webb \| |
| Arbitro:                                          | Howard Webb  |               |           |                                                          |

| Arbitro: | Mike Riley |

|                                               |           |  |
| Lennon 27’ Keane 30’ Malbranque 41’ Defoe 81’ | Marcatori |  |

| Arbitro: | Rob Styles |

|                              |           |                     |
| Keane 12’ Jenas 50’ Mido 76’ | Marcatori | 69’ (rig.) Eastwood |

| Arbitro: | Mark Halsey |

|  |           |                                 |
|  | Marcatori | 6’, 68’ Keane 77’, 90’ Berbatov |

| Arbitro: | Mike Riley |

|                            |           |                                         |
| Lampard 22’, 71’ Kalou 86’ | Marcatori | 5’ Berbatov 28’ (aut.) Essien 36’ Ghaly |

| Arbitro: | Martin Atkinson |

|                  |           |                                  |
| Keane 79’ (rig.) | Marcatori | 55’ Ševčenko 61’ Wright-Phillips |

### EFL Cup
| Arbitro: | Keith Stroud |

|  |           |                                        |
|  | Marcatori | 36’, 60’ Mido 44’, 51’ Defoe 90’ Keane |

| Arbitro: | Steve Bennett |

|                                 |           |                 |
| Huddlestone 80’, 99’ Defoe 107’ | Marcatori | 64’ Constantine |

| Arbitro: | Phil Dowd |

|            |           |  |
| Defoe 115’ | Marcatori |  |

| Arbitro: | Graham Poll |

|                                        |           |                         |
| Berbatov 12’ Júlio Baptista 21’ (aut.) | Marcatori | 64’, 77’ Júlio Baptista |

| Arbitro: | Alan Wiley |

|                                                   |           |          |
| Adebayor 77’ Aliadière 105’ Chimbonda 113’ (aut.) | Marcatori | 85’ Mido |

### Coppa UEFA

#### Primo turno
| Arbitro: | Hervé Piccirillo |

|  |           |           |
|  | Marcatori | 37’ Jenas |

| Arbitro: | Tommy Skjerven |

|           |           |  |
| Keane 79’ | Marcatori |  |

#### Fase a gironi
| Arbitro: | Nicolai Vollquartz |

|  |           |                        |
|  | Marcatori | 31’ Ghaly 63’ Berbatov |

| Arbitro: | Alberto Undiano Mallenco |

|                             |           |             |
| Berbatov 17’, 72’ Keane 62’ | Marcatori | 13’ Ibrahim |

| Arbitro: | Martin Hansson |

|  |           |              |
|  | Marcatori | 35’ Berbatov |

| Arbitro: | Bernhard Brugger |

|                             |           |           |
| Berbatov 16’ Defoe 39’, 49’ | Marcatori | 90’ Mendy |

#### Fase a eliminazione diretta
| Rotterdam 15 febbraio 2007, ore 20:30 CET Sedicesimi di finale - Andata | Feyenoord | – n.d. referto | Tottenham | De Kuip |

| Londra 22 febbraio 2007, ore 21:00 GMT Sedicesimi di finale - Ritorno | Tottenham | – n.d. referto | Feyenoord | White Hart Lane |

| Arbitro: | Jurij Baskakov |

|                               |           |                                 |
| Paulo Jorge 76’ Zé Carlos 81’ | Marcatori | 57’, 90+2’ Keane 72’ Malbranque |

| Arbitro: | Laurent Duhamel |

|                                  |           |             |
| Berbatov 28’, 42’ Malbranque 76’ | Marcatori | 61’ Andrade |

| Arbitro: | Alain Hamer |

|                                 |           |          |
| Kanouté 19’ (rig.) Keržakov 36’ | Marcatori | 2’ Keane |

| Arbitro: | Konrad Plautz |

|                      |           |                                 |
| Defoe 65’ Lennon 66’ | Marcatori | 3’ (aut.) Malbranque 8’ Kanouté |

## Statistiche
Aggiornate al 13 maggio 2007

### Andamento in campionato
| Giornata  | 1  | 2  | 3  | 4  | 5  | 6  | 7  | 8  | 9  | 10 | 11 | 12 | 13 | 14 | 15 | 16 | 17 | 18 | 19 | 20 | 21 | 22 | 23 | 24 | 25 | 26 | 27 | 28 | 29 | 30 | 31 | 32 | 33 | 34 | 35 | 36 | 37 | 38 |
| --------- | -- | -- | -- | -- | -- | -- | -- | -- | -- | -- | -- | -- | -- | -- | -- | -- | -- | -- | -- | -- | -- | -- | -- | -- | -- | -- | -- | -- | -- | -- | -- | -- | -- | -- | -- | -- | -- | -- |
| Luogo     | T  | C  | C  | T  | C  | T  | C  | T  | C  | T  | C  | T  | T  | C  | T  | C  | C  | T  | T  | C  | C  | T  | C  | T  | T  | C  | T  | C  | T  | C  | C  | T  | C  | T  | C  | T  | T  | C  |
| Risultato | P  | V  | P  | P  | N  | P  | V  | N  | V  | N  | V  | P  | N  | V  | P  | V  | V  | V  | P  | V  | P  | N  | P  | N  | V  | P  | P  | V  | V  | V  | V  | P  | N  | N  | N  | V  | V  | V  |
| Posizione | 17 | 12 | 14 | 15 | 16 | 17 | 14 | 14 | 13 | 12 | 10 | 12 | 13 | 10 | 12 | 10 | 9  | 7  | 7  | 7  | 8  | 7  | 8  | 9  | 8  | 9  | 10 | 9  | 8  | 7  | 6  | 7  | 7  | 7  | 8  | 8  | 6  | 5  |

Legenda:

Luogo: C = Casa; T = Trasferta. Risultato: V = Vittoria; N = Pareggio; P = Sconfitta.

### Statistiche dei giocatori
| Giocatore       | Premier League | Premier League | Premier League | Premier League | FA Cup   | FA Cup | FA Cup      | FA Cup     | League Cup | League Cup | League Cup  | League Cup | Coppa UEFA | Coppa UEFA | Coppa UEFA  | Coppa UEFA | Totale   | Totale | Totale      | Totale     |
| Giocatore       | Presenze       | Reti           | Ammonizioni    | Espulsioni     | Presenze | Reti   | Ammonizioni | Espulsioni | Presenze   | Reti       | Ammonizioni | Espulsioni | Presenze   | Reti       | Ammonizioni | Espulsioni | Presenze | Reti   | Ammonizioni | Espulsioni |
| --------------- | -------------- | -------------- | -------------- | -------------- | -------- | ------ | ----------- | ---------- | ---------- | ---------- | ----------- | ---------- | ---------- | ---------- | ----------- | ---------- | -------- | ------ | ----------- | ---------- |
| B. Assou-Ekotto | 16             | 0              | 1              | 0              | 1        | 0      | 0           | 0          | 3          | 0          | 0           | 0          | 5          | 0          | 1           | 0          | 25       | 0      | 2           | 0          |
| A. Barcham      | 0              | 0              | 0              | 0              | 0        | 0      | 0           | 0          | 1          | 0          | 0           | 0          | 0          | 0          | 0           | 0          | 1        | 0      | 0           | 0          |
| D. Berbatov     | 33             | 12             | 1              | 0              | 5        | 3      | 0           | 0          | 3          | 1          | 0           | 0          | 8          | 7          | 2           | 0          | 49       | 23     | 3           | 0          |
| R. Černý        | 2              | -4             | 1              | 0              | 2        | -4     | 1           | 0          | 2          | -1         | 0           | 0          | 1          | -2         | 0           | 0          | 7        | -11    | 2           | 0          |
| P. Chimbonda    | 33             | 1              | 5              | 0              | 4        | 0      | 1           | 0          | 2          | 0          | 0           | 0          | 10         | 0          | 2           | 0          | 49       | 1      | 8           | 0          |
| C. Davenport    | 10             | 1              | 1              | 1              | 1        | 0      | 0           | 0          | 2          | 0          | 0           | 0          | 2          | 0          | 0           | 0          | 15       | 1      | 1           | 1          |
| E. Davids       | 9              | 0              | 1              | 0              | 0        | 0      | 0           | 0          | 3          | 0          | 0           | 0          | 1          | 0          | 0           | 0          | 13       | 0      | 1           | 0          |
| M. Dawson       | 37             | 1              | 6              | 0              | 6        | 0      | 0           | 0          | 5          | 0          | 1           | 0          | 10         | 0          | 1           | 0          | 58       | 1      | 8           | 0          |
| J. Defoe        | 34             | 10             | 2              | 0              | 5        | 1      | 0           | 0          | 5          | 4          | 2           | 0          | 5          | 3          | 1           | 0          | 49       | 18     | 5           | 0          |
| D. Dervite      | 0              | 0              | 0              | 0              | 0        | 0      | 0           | 0          | 1          | 0          | 0           | 0          | 0          | 0          | 0           | 0          | 1        | 0      | 0           | 0          |
| A. Gardner      | 8              | 0              | 1              | 0              | 4        | 0      | 1           | 0          | 3          | 0          | 1           | 0          | 1          | 0          | 0           | 0          | 16       | 0      | 3           | 0          |
| H. Ghaly        | 21             | 1              | 4              | 1              | 4        | 1      | 2           | 0          | 3          | 0          | 1           | 0          | 6          | 1          | 1           | 0          | 34       | 3      | 8           | 1          |
| T. Huddlestone  | 21             | 1              | 1              | 0              | 3        | 0      | 0           | 0          | 5          | 2          | 1           | 0          | 6          | 1          | 0           | 0          | 35       | 4      | 2           | 0          |
| P. Ifil         | 1              | 0              | 0              | 0              | 0        | 0      | 0           | 0          | 1          | 0          | 0           | 0          | 0          | 0          | 0           | 0          | 2        | 0      | 0           | 0          |
| J. Jenas        | 6              | 0              | 4              | 0              | 2        | 1      | 0           | 0          | 1          | 0          | 1           | 0          | 6          | 1          | 0           | 0          | 15       | 2      | 5           | 0          |
| R. Keane        | 27             | 11             | 2              | 1              | 5        | 5      | 2           | 0          | 3          | 1          | 0           | 0          | 9          | 5          | 0           | 0          | 44       | 22     | 4           | 1          |
| L. King         | 21             | 0              | 1              | 0              | 0        | 0      | 0           | 0          | 0          | 0          | 0           | 0          | 6          | 0          | 0           | 0          | 27       | 0      | 1           | 0          |
| Y-p. Lee        | 21             | 0              | 1              | 0              | 5        | 0      | 1           | 0          | 1          | 0          | 0           | 0          | 4          | 0          | 1           | 0          | 31       | 0      | 3           | 0          |
| A. Lennon       | 26             | 3              | 0              | 0              | 6        | 1      | 0           | 0          | 3          | 0          | 0           | 0          | 8          | 1          | 0           | 0          | 43       | 5      | 0           | 0          |
| S. Malbranque   | 25             | 2              | 5              | 0              | 6        | 1      | 0           | 0          | 4          | 0          | 0           | 0          | 6          | 2          | 2           | 0          | 41       | 5      | 7           | 0          |
| Mido            | 12             | 1              | 4              | 0              | 3        | 1      | 0           | 0          | 4          | 3          | 0           | 0          | 4          | 0          | 0           | 0          | 23       | 5      | 4           | 0          |
| D. Murphy       | 12             | 1              | 0              | 0              | 1        | 0      | 0           | 0          | 3          | 0          | 0           | 0          | 3          | 0          | 0           | 0          | 19       | 1      | 0           | 0          |
| P. Robinson     | 38             | -54;1          | 0              | 0              | 4        | -2     | 0           | 0          | 3          | -5         | 0           | 0          | 9          | -8         | 1           | 0          | 54       | -69    | 1           | 0          |
| R. Rocha        | 9              | 0              | 2              | 0              | 3        | 0      | 0           | 0          | 1          | 0          | 0           | 0          | 0          | 0          | 0           | 0          | 13       | 0      | 2           | 0          |
| P. Stalteri     | 6              | 1              | 0              | 0              | 3        | 0      | 1           | 0          | 2          | 0          | 1           | 0          | 3          | 0          | 0           | 0          | 14       | 1      | 2           | 0          |
| A. Taarabt      | 2              | 0              | 0              | 0              | 0        | 0      | 0           | 0          | 0          | 0          | 0           | 0          | 0          | 0          | 0           | 0          | 2        | 0      | 0           | 0          |
| T. Tainio       | 21             | 2              | 1              | 0              | 4        | 0      | 0           | 0          | 1          | 0          | 0           | 0          | 6          | 0          | 2           | 0          | 32       | 2      | 3           | 0          |
| R. Ziegler      | 1              | 0              | 0              | 0              | 0        | 0      | 0           | 0          | 1          | 0          | 0           | 0          | 2          | 0          | 0           | 0          | 4        | 0      | 0           | 0          |
| D. Zokora       | 31             | 0              | 2              | 1              | 5        | 0      | 1           | 0          | 2          | 0          | 1           | 0          | 9          | 0          | 1           | 0          | 47       | 0      | 5           | 1          |